# Euryopis coki
Euryopis coki là một loài nhện trong họ Theridiidae.
Loài này thuộc chi Euryopis. Euryopis coki được Herbert Walter Levi miêu tả năm 1954.